# الحرب في الداخل
يُعد كتاب الحرب في الداخل الكتاب الرابع من سلسلة الكتب التي أصدرها الكاتب بوب ودورد منذ عام 2002، التي تتناول الإدارة الأمريكية في عهد جورج بوش (2000-2008).

## فصول الكتاب
يقسم الكتاب إلى جزئين و40 فصلاً.

## أسلوب الكتاب
يتميز هذا الكتاب بمحتوى مثير للجدل، ويحاكي أسلوبه أسلوب السرد القصصي بما في ذلك تصوير الأحداث بشكل ونسق مشوقين بالرغم من أنه في الأساس كتاب إخباري.
والكتاب عبارة عن حوارات بين المؤلف وقادة الإدارة في الولايات المتحدة وفي العراق، وأيضاً مع المسؤولين العراقيين.

## وصلات خارجية
- الحرب في الداخل - الجزيرة نت
- الكتاب على موقع الغد